# Бредлі (Іллінойс)
Бредлі (англ. Bradley) — селище (англ. village) в США, в окрузі Канкакі штату Іллінойс. Населення — 15 419 осіб (2020).

## Географія
Бредлі розташоване за координатами 41°9′48″ пн. ш. 87°50′48″ зх. д. / 41.16333° пн. ш. 87.84667° зх. д. (41.163276, -87.846768).  За даними Бюро перепису населення США в 2010 році селище мало площу 18,76 км², уся площа — суходіл.

## Демографія
Згідно з переписом 2010 року, у селищі мешкало 15 895 осіб у 6111 домогосподарстві у складі 4093 родин. Густота населення становила 847 осіб/км².  Було 6415 помешкань (342/км²).
Расовий склад населення:
| - 87,3 % — білих - 6,3 % — чорних або афроамериканців - 1,2 % — азіатів - 0,2 % — корінних американців - 2,9 % — осіб інших рас |

До двох чи більше рас належало 2,1 %. Частка іспаномовних становила 7,5 % від усіх жителів.
За віковим діапазоном населення розподілялося таким чином: 26,7 % — особи молодші 18 років, 61,6 % — особи у віці 18—64 років, 11,7 % — особи у віці 65 років та старші. Медіана віку мешканця становила 34,0 року. На 100 осіб жіночої статі у селищі припадало 93,6 чоловіків;  на 100 жінок у віці від 18 років та старших — 90,0 чоловіків також старших 18 років.
Середній дохід на одне домашнє господарство  становив 67 788 доларів США (медіана — 58 901), а середній дохід на одну сім'ю — 76 663 долари (медіана — 71 098). Медіана доходів становила 52 168 доларів для чоловіків та 37 420 доларів для жінок. За межею бідності перебувало 8,1 % осіб, у тому числі 8,9 % дітей у віці до 18 років та 8,7 % осіб у віці 65 років та старших.
Цивільне працевлаштоване населення становило 8226 осіб. Основні галузі зайнятості: освіта, охорона здоров'я та соціальна допомога — 23,9 %, виробництво — 15,8 %, мистецтво, розваги та відпочинок — 12,5 %, роздрібна торгівля — 11,7 %.